# Pierre-Luc Dubois
Pierre-Luc Dubois, född 24 juni 1998, är en kanadensisk-amerikansk professionell ishockeyforward som spelar för Winnipeg Jets i National Hockey League (NHL). Han har tidigare spelat för Columbus Blue Jackets i NHL samt Cape Breton Screaming Eagles och Armada de Blainville-Boisbriand i Ligue de hockey junior majeur du Québec (LHJMQ).
Dubois draftades av Columbus Blue Jackets i första rundan i 2016 års draft som tredje spelare totalt.

## Statistik
| 2012–2013    | TGV Pentagone                   | LHDAAQ       | 16  | 11 | 12  | 23  | 34  | 8  | 6  | 9  | 15 | 20 |
|              | Aiglons de Mont-Joli            |              | 6   | 3  | 2   | 5   | 2   | —  | —  | —  | —  | —  |
| 2013–2014    | Albatros du Collège Notre-Dame  | LHMAAAQ      | 40  | 17 | 21  | 38  | 92  | 3  | 0  | 0  | 0  | 6  |
| 2014–2015    | Cape Breton Screaming Eagles    | LHJMQ        | 54  | 10 | 35  | 45  | 58  | 7  | 2  | 3  | 5  | 6  |
| 2015–2016    | Cape Breton Screaming Eagles    | LHJMQ        | 62  | 42 | 57  | 99  | 112 | 12 | 7  | 5  | 12 | 14 |
| 2016–2017    | Cape Breton Screaming Eagles    | LHJMQ        | 20  | 6  | 12  | 18  | 33  | —  | —  | —  | —  | —  |
|              | Armada de Blainville-Boisbriand | LHJMQ        | 28  | 15 | 22  | 37  | 45  | 19 | 9  | 13 | 22 | 26 |
| 2017–2018    | Columbus Blue Jackets           | NHL          | 82  | 20 | 28  | 48  | 49  | 6  | 2  | 2  | 4  | 6  |
| 2018–2019    | Columbus Blue Jackets           | NHL          | 82  | 27 | 34  | 61  | 64  | 10 | 2  | 3  | 5  | 14 |
| 2019–2020    | Columbus Blue Jackets           | NHL          | 70  | 18 | 31  | 49  | 49  | 10 | 4  | 6  | 10 | 4  |
| 2019–2020    | Columbus Blue Jackets           | NHL          | 70  | 18 | 31  | 49  | 49  | 10 | 4  | 6  | 10 | 4  |
| 2020–2021    | Columbus Blue Jackets           | NHL          | 5   | 1  | 0   | 1   | 2   | —  | —  | —  | —  | —  |
| NHL totalt   | NHL totalt                      | NHL totalt   | 239 | 66 | 93  | 159 | 164 | 26 | 8  | 11 | 19 | 24 |
| LHJMQ totalt | LHJMQ totalt                    | LHJMQ totalt | 164 | 73 | 126 | 199 | 248 | 38 | 18 | 21 | 39 | 46 |

### Internationellt
| Källa: Uppdaterad: 2021-01-23 | Källa: Uppdaterad: 2021-01-23 | Källa: Uppdaterad: 2021-01-23 |         | Utv = Utvisningsminuter | Utv = Utvisningsminuter | Utv = Utvisningsminuter | Utv = Utvisningsminuter | Utv = Utvisningsminuter |
| År                            | Lag                           | Mästerskap                    | Matcher | Mål                     | Assists                 | Poäng                   | Utv                     |                         |
| ----------------------------- | ----------------------------- | ----------------------------- | ------- | ----------------------- | ----------------------- | ----------------------- | ----------------------- | ----------------------- |
| 2015                          | Kanada                        | U18-VM                        | 6       | 0                       | 1                       | 1                       | 4                       |                         |
| 2015                          | Kanada                        | Ivan Hlinka                   | 4       | 0                       | 3                       | 3                       | 0                       |                         |
| 2017                          | Kanada                        | JVM                           | 7       | 0                       | 5                       | 5                       | 6                       |                         |
| 2018                          | Kanada                        | VM                            | 9       | 3                       | 4                       | 7                       | 2                       |                         |
| 2019                          | Kanada                        | VM                            | 8       | 3                       | 4                       | 7                       | 6                       |                         |
| Junior totalt                 | Junior totalt                 | Junior totalt                 | 17      | 0                       | 9                       | 9                       | 10                      |                         |
| Senior totalt                 | Senior totalt                 | Senior totalt                 | 17      | 6                       | 8                       | 14                      | 8                       |                         |